# Mistretta
Mistretta település Olaszországban, Szicília régióban, Messina megyében. Lakosainak száma 4364 fő (2023. január 1.). Mistretta Capizzi, Caronia, Castel di Lucio, Nicosia, Reitano, Santo Stefano di Camastra, Cerami és Pettineo községekkel határos.

## Népesség
A település lakossága az elmúlt években az alábbi módon változott:
| Lakosok száma | 4715 | 4639 | 4364 |
|               | 2017 | 2018 | 2023 |